# 스탠퍼드 대학교
릴런드 스탠퍼드 주니어 대학교(영어: Leland Stanford Junior University)는 1891년에 릴런드 스탠퍼드가 설립한 미국 캘리포니아주 스탠퍼드에 위치한 연구 중심 사립 대학이다.
스탠퍼드 대학교는 상위권 대학의 전통적인 진지함에다 캘리포니아 특유의 자유분방함과 이국적인 정취가 혼합된 대학이다.
여러 분야에서 우수하나 물리학, 경제학, 공학, 철학, 영문학, 심리학, 정치학, 역사학 등의 분야에서 상위권에 있다. 전문대학원들도 미국 최정상급에 속한다. 전문대학원들 중에서는 경영대학원, 로스쿨, 의학대학원과 공과대학원이 상위권에 있다.
스탠퍼드 대학교는 세계적인 첨단 산업 기지인 실리콘 밸리가 학교 가까운 곳에 위치해 있어서, 교육과 연구에 더욱 많은 기회를 누릴 수 있는 학교이다. 실리콘 밸리의 구글, 야후, 휴렛 팩커드, 썬 마이크로시스템즈, 시스코 시스템스, 또한 스포츠 의류 회사 나이키 창업자가 모두 이 학교 출신이다.
지금까지 83명의 노벨상 수상자들이 학생이나 교수로 스탠퍼드 대학교를 거쳐갔으며, 현재 17명의 노벨상 수상자들이 몸담고 있다. 스탠퍼드 대학교는 샌프란시스코에서 약 50km 떨어진 인구 6만의 소도시 스탠퍼드에 자리하고 있다. 1,000만 평이나 되는 넓은 터를 차지한 이 학교는 수많은 종려나무와 지중해식 붉은 기와지붕의 나지막한 건물들로, 이 학교만의 독특한 분위기를 형성하고 있으며, 학교라기보다 고급 리조트 같은 인상을 주는 캠퍼스를 보유한다.

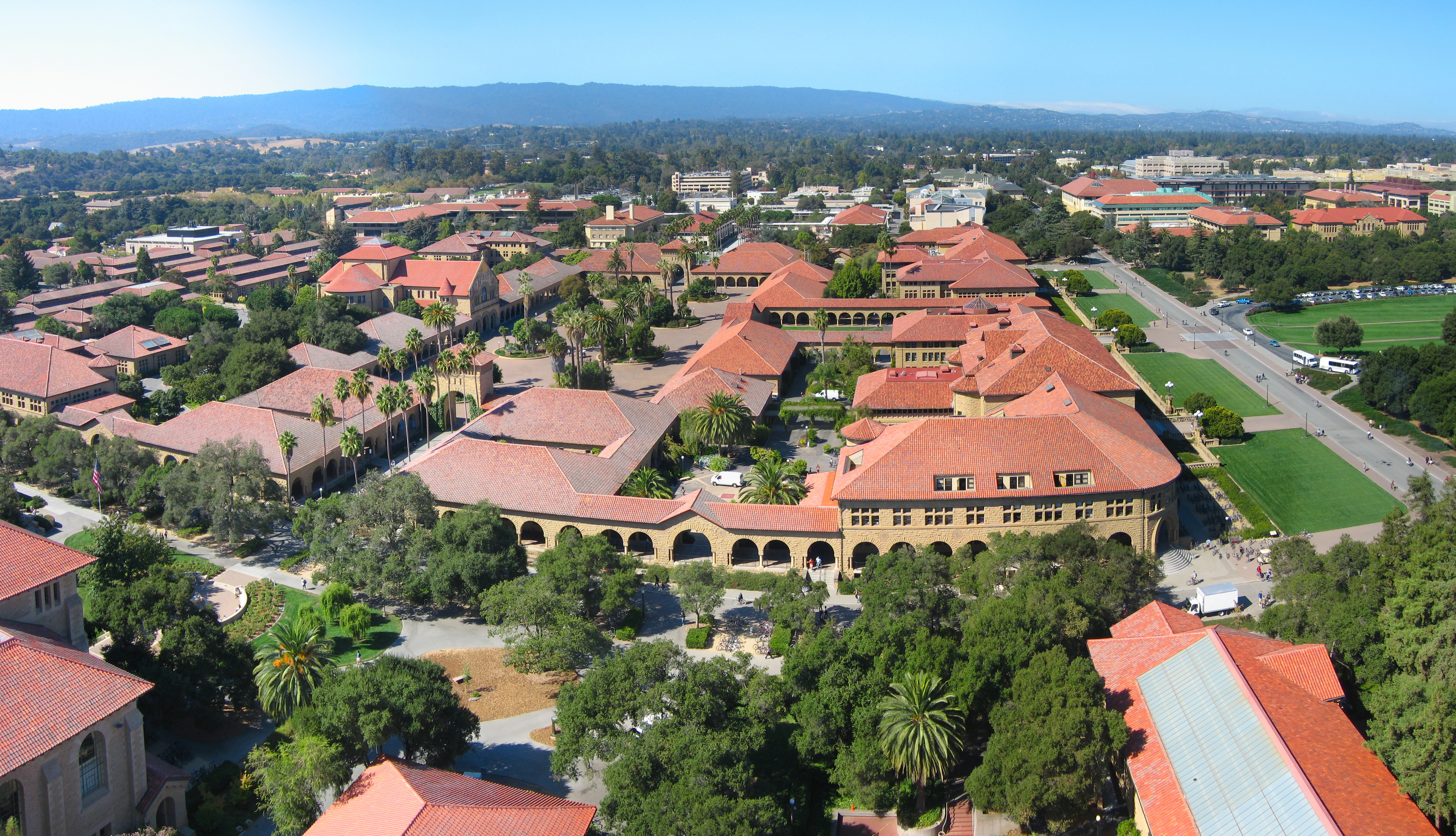
캠퍼스 전경

학부 재학생 중 동양계 학생(동양계 미국인 및 유학생 포함)은 23%이다. 2007-8 학년도에 스탠퍼드로부터 입학통지서를 받은 외국인 학생들 중 35명이 한국 학생이었던 것으로 알려졌다. 스탠퍼드 대학교의 관문을 통과한 합격생들 중 90% 이상은 출신 고등학교에서 상위 10%에 들었던 우등생들이며, 전체의 75% 이상이 평균 학점 4.0 이 넘는 우수한 성적을 기록했다고 한다.
스탠퍼드 대학교는 학생들을 위한 재정지원 또한 최고 수준이다. 2008년 가을 학기부터 중산층 가족 출신 학생들에 대한 경제적 지원을 크게 확대했으며, 이에 따라 가족의 연간 수입이 10만 달러(약 1억 2천만 원)미만인 학생들은 수업료를 대부분 면제 받는다. 가족의 연간 수입이 6만 달러(약 7천만 원)미만인 학생들은 기숙사비를 포함한 숙식비도 면제 받는다. 2018년 기준 스탠퍼드 대학교의 기부금 펀드는 1위 하버드(약 383억불)를 이어 미국 대학 중 4번째로 큰 기부금 펀드(약 264억불)를 가지고 있다. 현재 스탠퍼드 대학교의 총장은 테시에 라빈이다.

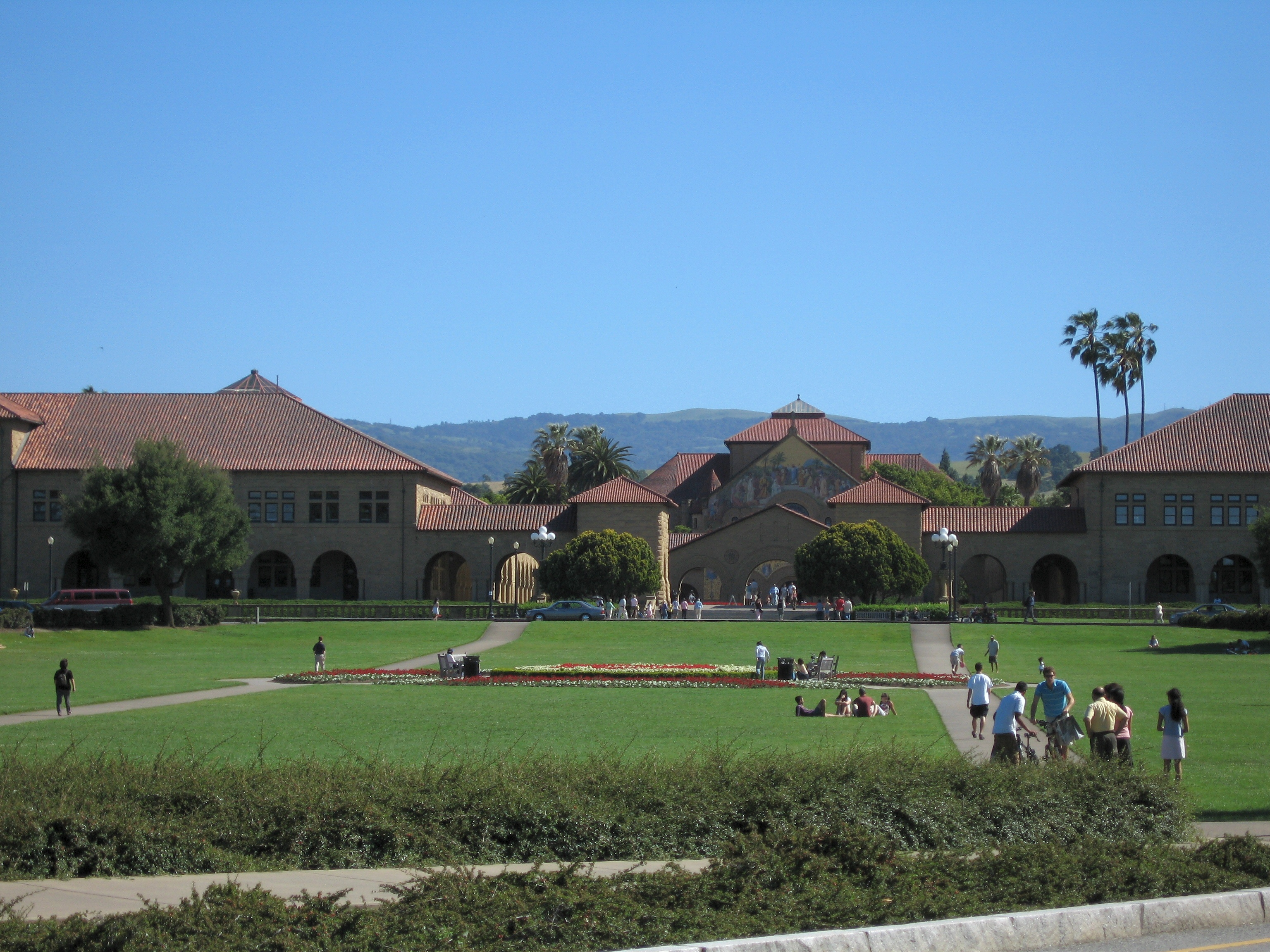
캠퍼스

## 역사

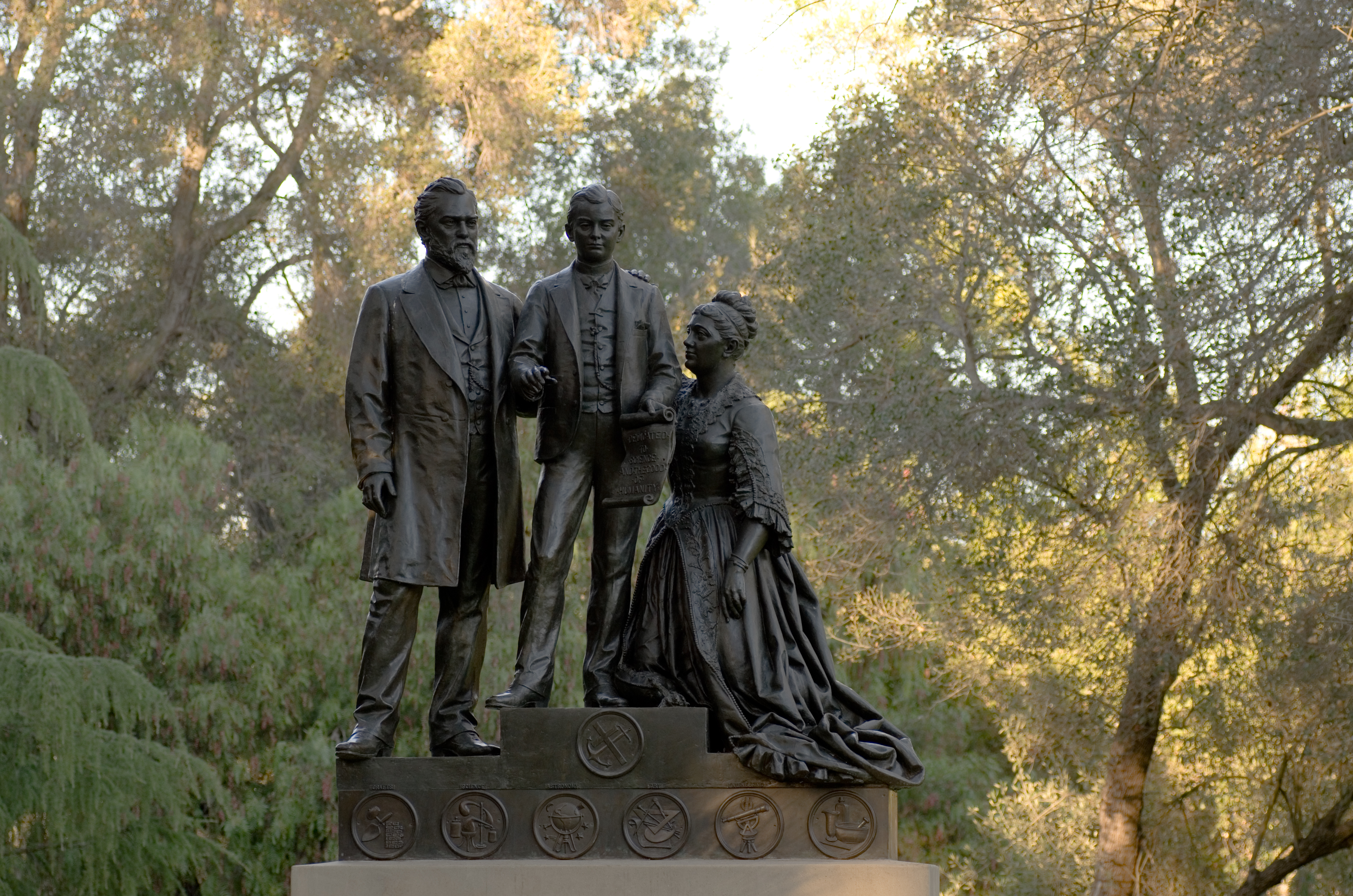
캠퍼스 내 스탠퍼드 일가 동상

1876년 캘리포니아 주지사 릴런드 스탠퍼드는 란초 샌프란시스코(Rancho San Francisco) 지역의 650 에이커의 토지를 매입하여, 이곳에 팰로앨토 말 목장(Palo Alto Stock Farm)을 설립하였으며, 곧이어 인근에 있는 7000 에이커 이상의 토지를 더 매입하여 캘리포니아에서는 가장 거대한 말 목장을 운영하였는데, 총 8,180 에이커 (평수로 1,000만평) 에 달하는 이 거대한 말목장이 오늘날의 스탠퍼드 대학교의 캠퍼스가 되었고, 현재도 스탠퍼드 대학은 The Farm이라는 애칭으로 불린다. 릴런드 스탠퍼드의 외아들인 릴런드 스탠퍼드 주니어는 1884년 16세가 되기 전에 장티푸스로 사망했고 릴런드 스탠퍼드는 그의 부인에게, "캘리포니아의 젊은이들을 모두 우리의 자녀 삼읍시다" 라고 말했다. 6년간의 준비작업과 토목공사를 거쳐, 1891년 10월 1일 스탠퍼드 대학교는 개교하게 되었다. 개교일 이른 아침부터 채 마무리를 짓지 못한 공사 인부들은 개막식장 연단 건축작업에 분주했으며 그 뒤에는 이 대학이 그를 추모하기 위해서 설립되는 것을 기리기 위해서 릴런드 스탠퍼드 주니어의 실물동상이 서 있었다.

## 구성

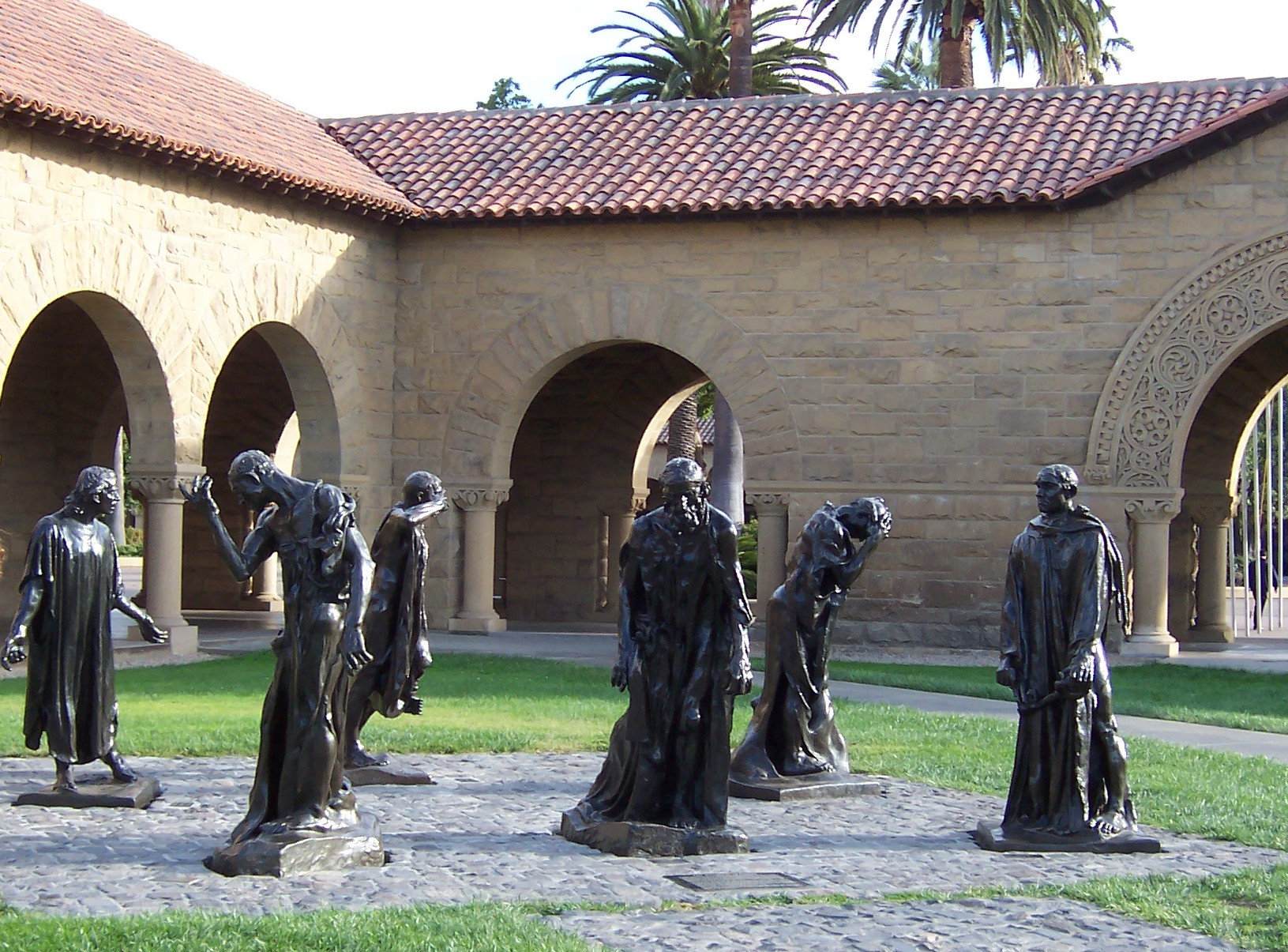
캠퍼스 내 로댕의 <칼레의 시민 (Les Bourgeois de Calais)>

스탠퍼드 대학교는 7개의 학교로 구성되어 있는데 문리대학(Humanities and Sciences), 공학대학(Engineering), 지구과학대학(Earth Sciences)은 학부와 대학원이 있으며, 교육대학원(Education), 경영대학원(Business), 법학대학원(Law)과 의학대학원(Medicine)은 학부는 없으며 대학원만 있다.
- 문리대학과 일반대학원(School of Humanities and Sciences)
- 지구과학대학 지구과학대학원(School of Earth Sciences)
- 공학대학 공학대학원(School of Engineering)
- 교육대학원(School of Education)
- 경영대학원(Stanford Graduate School of Business)
- 법학대학원(Stanford Law School)
- 의학대학원(Stanford University School of Medicine)

## 학부 입학 현황
스탠퍼드 대학교는 미국에서 학부 입학 경쟁이 제일 치열한 학교이다. 2022년 졸업예정으로 2018년 가을에 입학하는 학부 신입생의 경우 4.3%가 합격했다. 이는 미국 종합대학 중 가장 낮은 합격률이었으며 또한 스탠퍼드 대학교 역사상 가장 낮은 합격률이기도 했다. 합격한 학생들의 등록률(yield rate)은 82.1%로 미국 종합대학 중 가장 높았다.
2021년 가을 입학생의 경우 합격률은 3.95%로 더욱 떨어졌다. https://www.stanforddaily.com/2021/10/14/stanford-admit-rate-drops-to-record-low-3-95-for-the-class-of-2025/

## 평가
학부는 2013년 《U.S. 뉴스 & 월드 리포트》 미국 종합대학 학부 순위에서 5위, 공학부 순위에서 2위를 기록했다. 경영대학원은 2위, 로스쿨은 2위, 메디컬 스쿨은 2위, 공학대학원은 2위, 교육대학원은 4위에 등재되었다. 경영대학원은 《파이낸셜 타임스》의 2014년 세계 경영대학원 순위에서 세계 2위를 차지했다.
2014년 《U.S. 뉴스 & 월드 리포트》 세계 대학 순위에서는 4위, 2014년 영국 타임즈 고등교육 세계 대학 랭킹에서는 4위, 타임즈 고등교육 세계 대학 학계 평판도 순위에서는 3위, 2013년 영국 QS 세계 대학 순위에서는 7위, 2013년 사우디아라비아 세계대학랭킹센터(Center for World University Rankings)가 발표한 세계 대학 순위에서는 2위, 2013년 《뉴욕 타임즈》 세계 대학 고용 선호도 순위에서는 4위를 기록했다.
세계경제포럼이 선정한 세계 최상위 26개 대학 중 하나이다.

## 동문

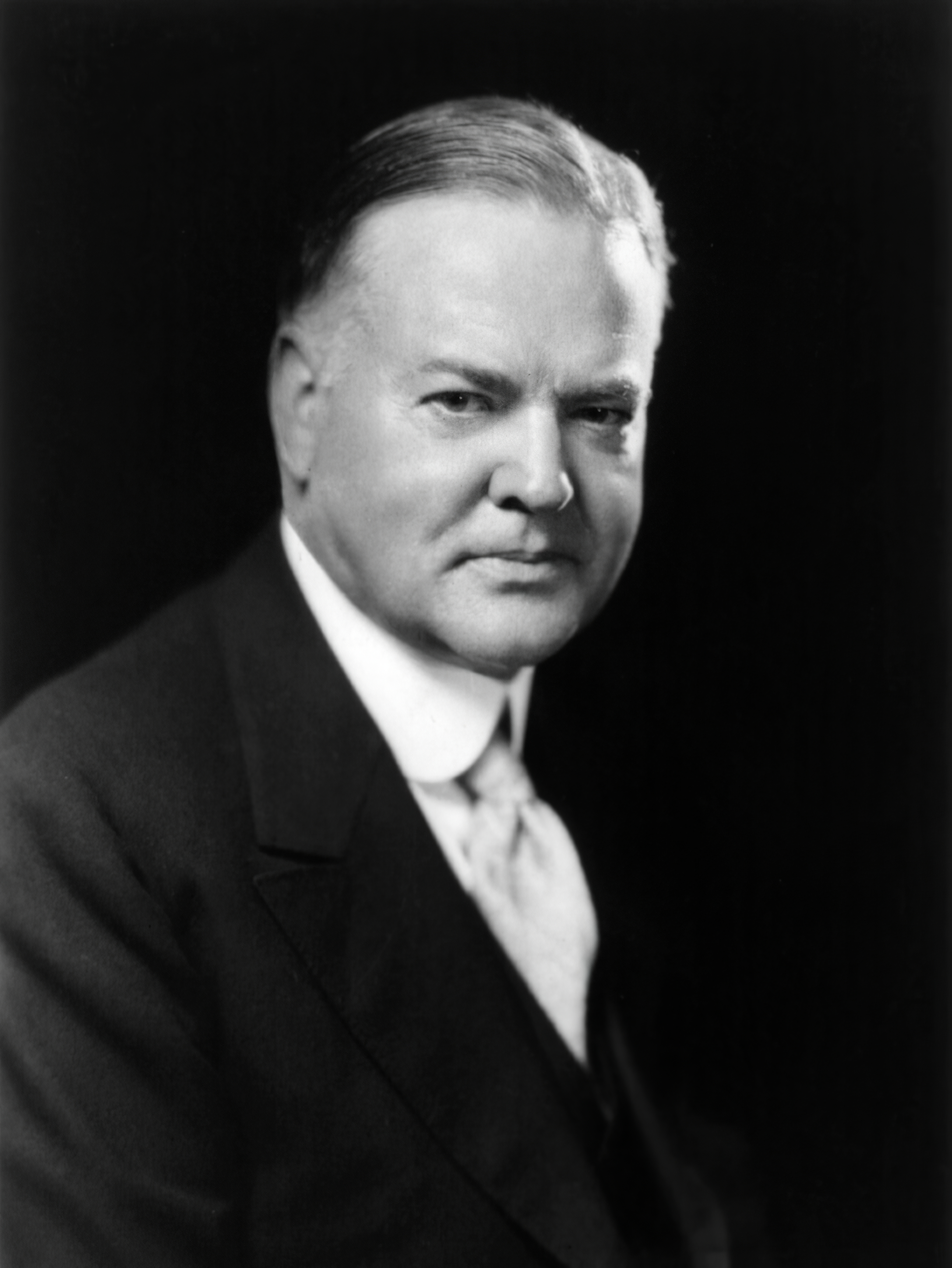
허버트 후버 (B.Sc. 1895)

세계에서 하버드 다음으로 두번째로 많은 총 28명의 억만장자들을 배출한 스탠퍼드는 재계에 특히나 많은 저명한 동문이 있다.

### 재계
- 윌리엄 휼렛, 데이비드 패커드: 휴렛 팩커드 설립자
- 레너드 보색, 샌드라 러너: 시스코 시스템즈 설립자
- 도리스 피셔: GAP 창업자
- 젠슨 황: 엔비디아 설립자
- 세르게이 브린, 래리 페이지: 구글 공동 설립자
- 선다 피차이: 알파벳 CEO
- 필 나이트: 나이키 공동 설립자
- 피터 틸: 페이팔 설립자
- 제리 양, 데이비드 파일로: 야후! 설립자
- 머리사 마이어: 야후! CEO
- 무케시 암바니: 릴라이언스 인더스트리 회장&CEO
- 모리스 창: TSMC 설립자&CEO
- 스티브 발머: 전 마이크로소프트 CEO
- 칼리 피오리나: 휴렛패커드 CEO
- 케빈 시스트롬: 인스타그램 창업자
- 제프리 스콜: 이베이 초대 사장
- 에반 스피겔: 스냅챗 설립자
- 비노드 코슬라: 썬 마이크로시스템즈 공동 설립자
- 트립 호킨스: 일렉트로닉 아츠 설립자
- 리드 호프먼: 링크드인 창업자
- 로이 레이먼드: 빅토리아 시크릿 설립자

### 정계, 법조계
- 허버트 후버: 前 미국 대통령
- 하토야마 유키오, 아소 다로: 前 일본 총리
- 필리프: 現 벨기에 국왕
- 알레한드로 톨레도: 前 페루 대통령
- 에후드 바라크: 前 이스라엘 총리
- 모하메드 와히드 하산: 前 몰디브 대통령
- 워런 크리스토퍼: 前 미국 국무장관
- 윌리엄 페리: 前 미국 국방장관
- 샌드라 데이 오코너: 前 미국 연방 대법원 대법관
- 윌리엄 렌퀴스트: 前 미국 연방 대법원장
- 마크 리퍼트: 前 미국 주한 대사
- 맥스 보커스: 前 미국 주중 대사
- 수잔 라이스: 前 UN 대사
- 존 F. 케네디 (경영대학원 중퇴): 前 미국 대통령
- 밋 롬니 (학부 중퇴): 前 미국 대선 후보

### 작가
- 존 스타인벡: 《분노의 포도》, 《생쥐와 인간》 등
- 마이클 커닝햄

### 학자
- 올리버 E. 윌리엄슨: 노벨 경제학상 수상자
- 랜디 셰크먼: 노벨 생리학·의학상 수상자

### 연예, 스포츠
- 알렉산더 페인: 영화감독
- 리스 위더스푼: 배우
- 잭 팰런스: 배우
- 헤더 랭젠캠프: 배우
- 메긴 프라이스: 배우
- 레이철 매도: 방송인
- 타이거 우즈: 골프선수
- 미셸 위: 골프선수

### 기타
- 샐리 라이드: 미국 최초의 여성 우주비행사

### 한국인 동문
- 진념(MBA): 전 재정경제부 장관
- 나웅배: 전 부총리
- 진대제(Ph.D., 전자공학), 최순달(Ph.D., 전자공학): 전 정보통신부 장관
- 유일한: 유한양행 설립자
- 홍정욱(JD): 헤럴드 회장
- 권오현(Ph.D., 전자공학): 삼성전자 종합기술원장
- 구광모(MBA): LG그룹 회장
- 김미형(JD): 금호아시아나그룹 부사장
- 노소영(MA, 교육학): 아트센터 나비 관장
- 타블로(MA, 영문학): 힙합 그룹 에픽하이
- 서의호(MS, 경제공학): 포항공과대학교 교수
- 김재열(MBA): 제일기획 사장
- 조형진 (기업인): AT커니 코리아 전략컨설팅(SC)그룹 대표
- 현우진(B.S. Mathematics): 인터넷강의 메가스터디 수학강사

## 미디어 속의 스탠퍼드 대학교

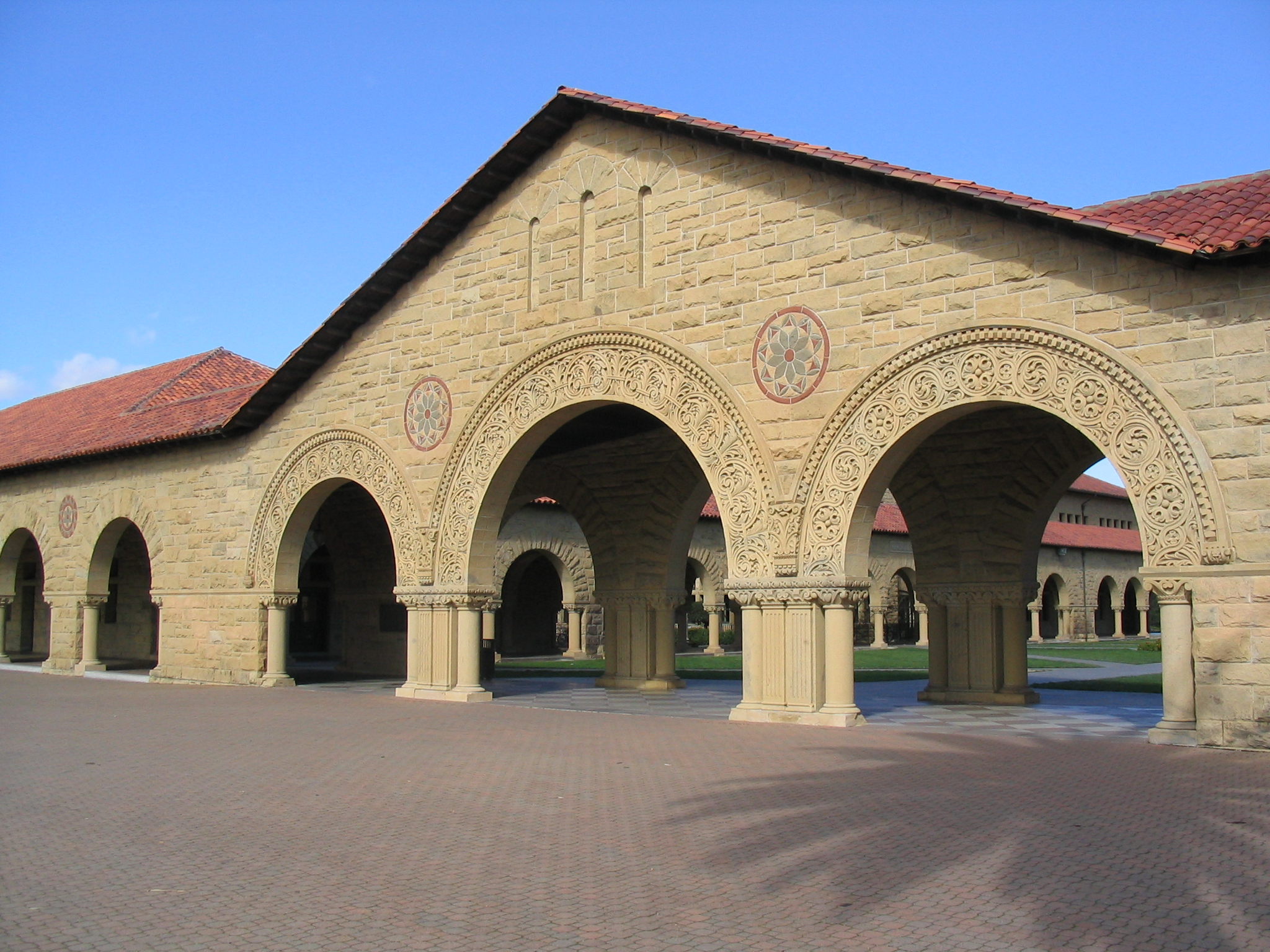

- 《엑스페리먼트》 (미국 영화, 2010, 독일 영화, 2001)
- 《하이 스쿨 뮤지컬: 졸업반》 (미국 영화, 2008)
- 《다이하드》 (미국 영화, 1988)
- 《소셜 네트워크》 (미국 영화, 2010)
- 《굿 윌 헌팅》 (미국 영화, 1997)
- 《스타 트렉》 (미국 TV 시리즈)
- 《웨스트 윙》 (미국 드라마, 1999-2006)
- 《수퍼내추럴》 (미국 드라마, 2005-)
- 《그레이 아나토미》 (미국 드라마, 2005-)
- 《24》 (미국 드라마, 2001-)
- 《엑스파일》 (미국 드라마, 1993-2002)
- 《척》 (미국 드라마, 2007-2012)
- 《그릭》 (미국 드라마, 2007-2011)
- 《스카이캐슬》 (한국 드라마, 2019)

## 갤러리

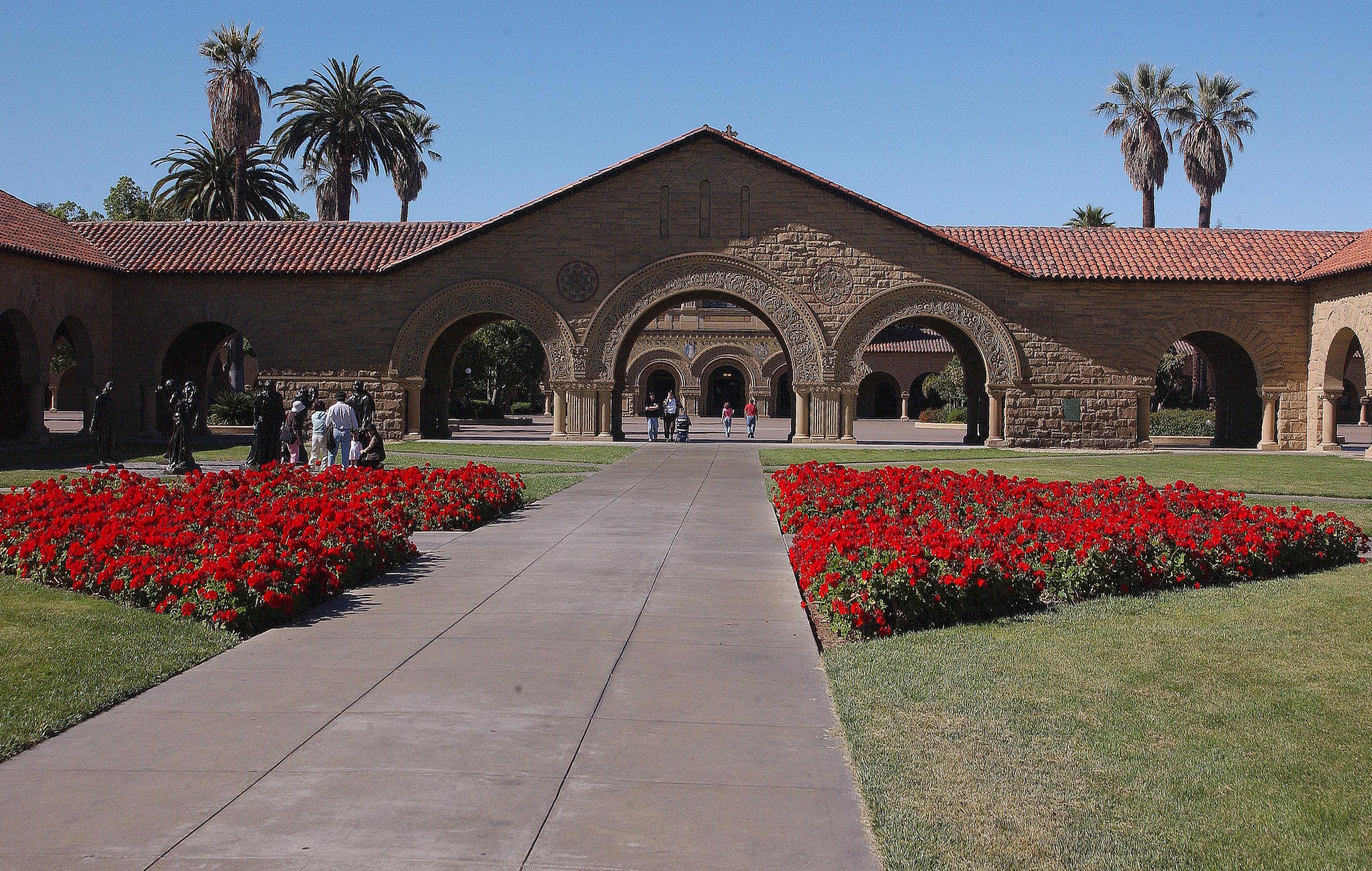
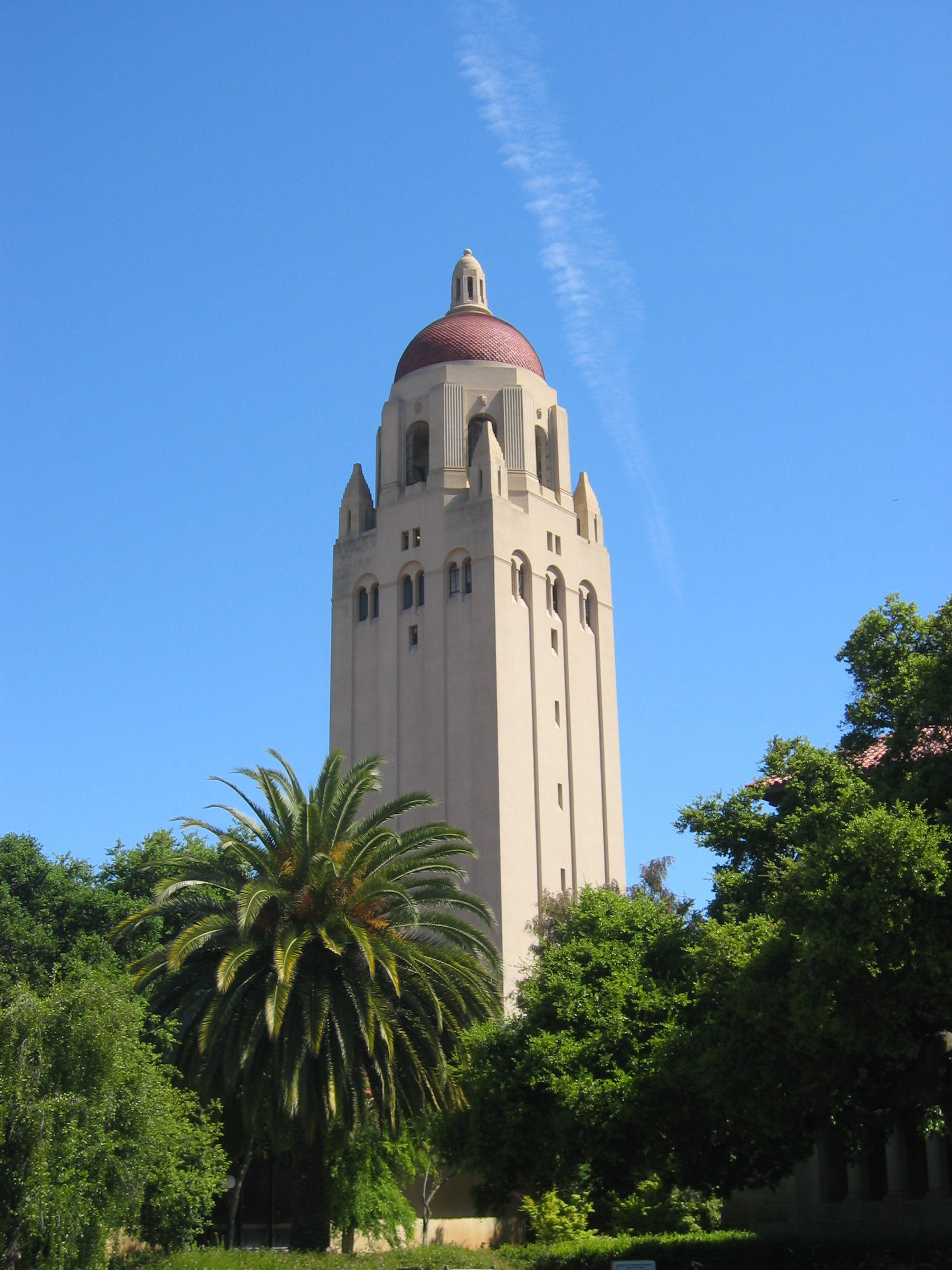
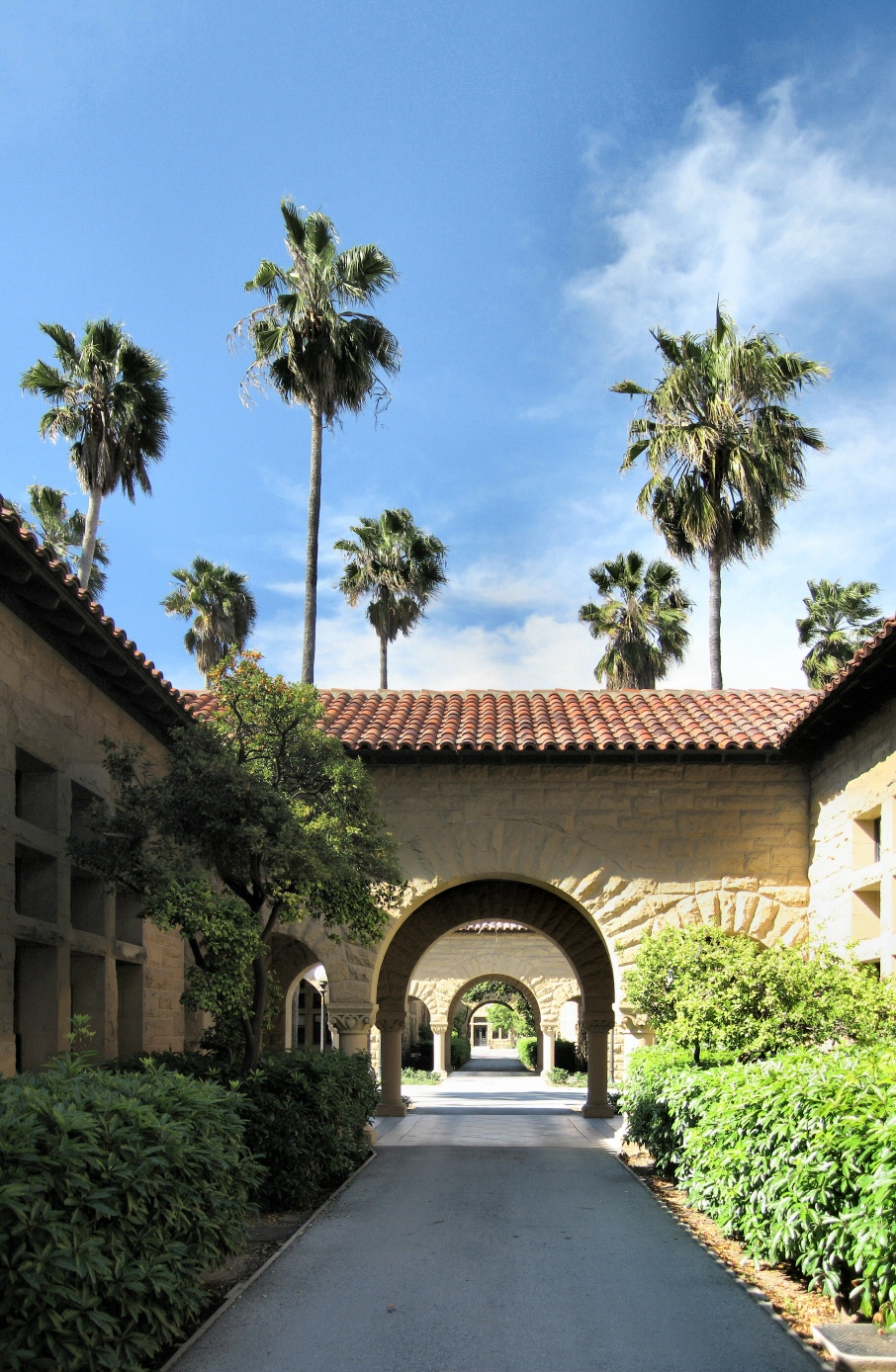
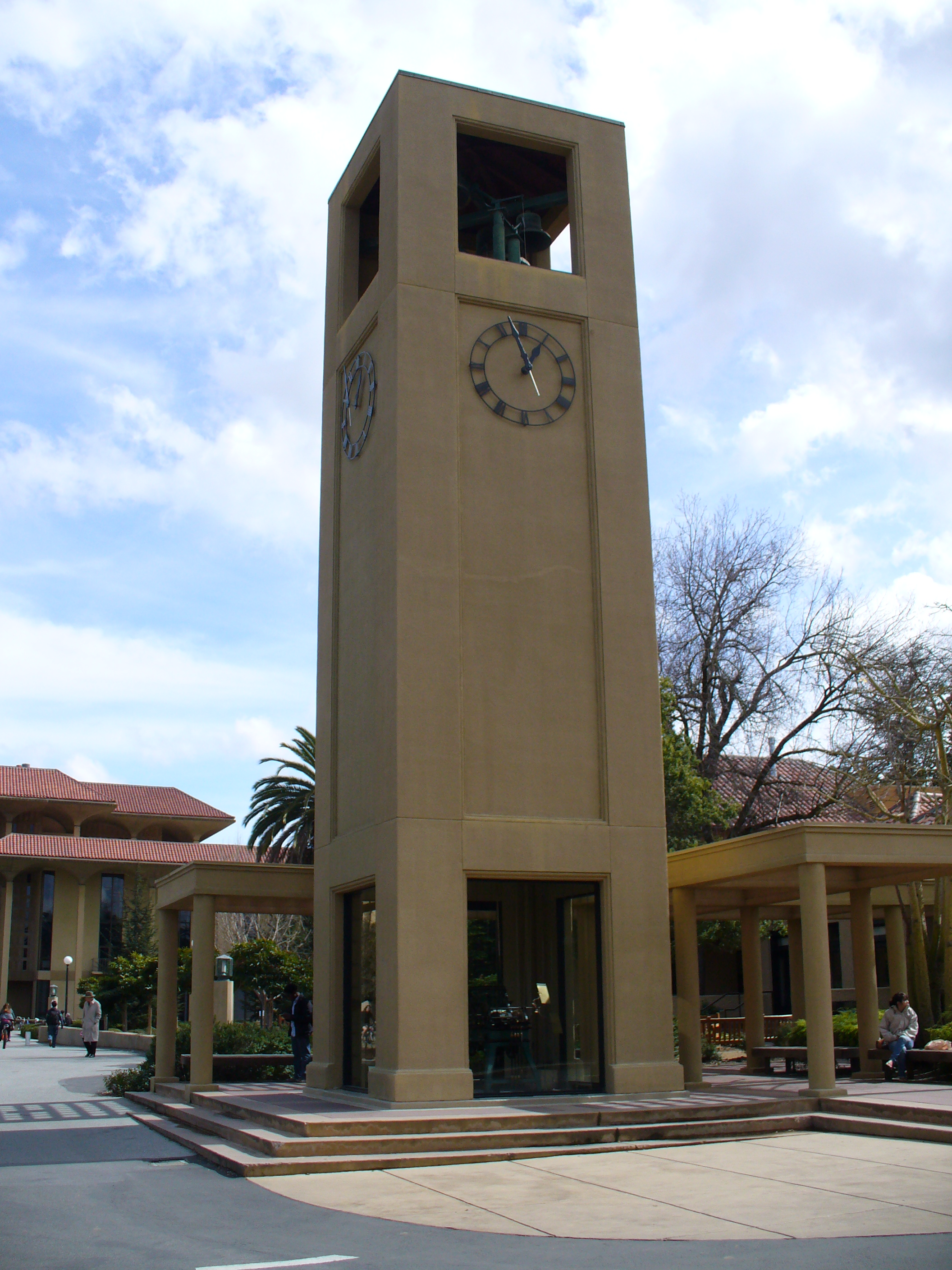
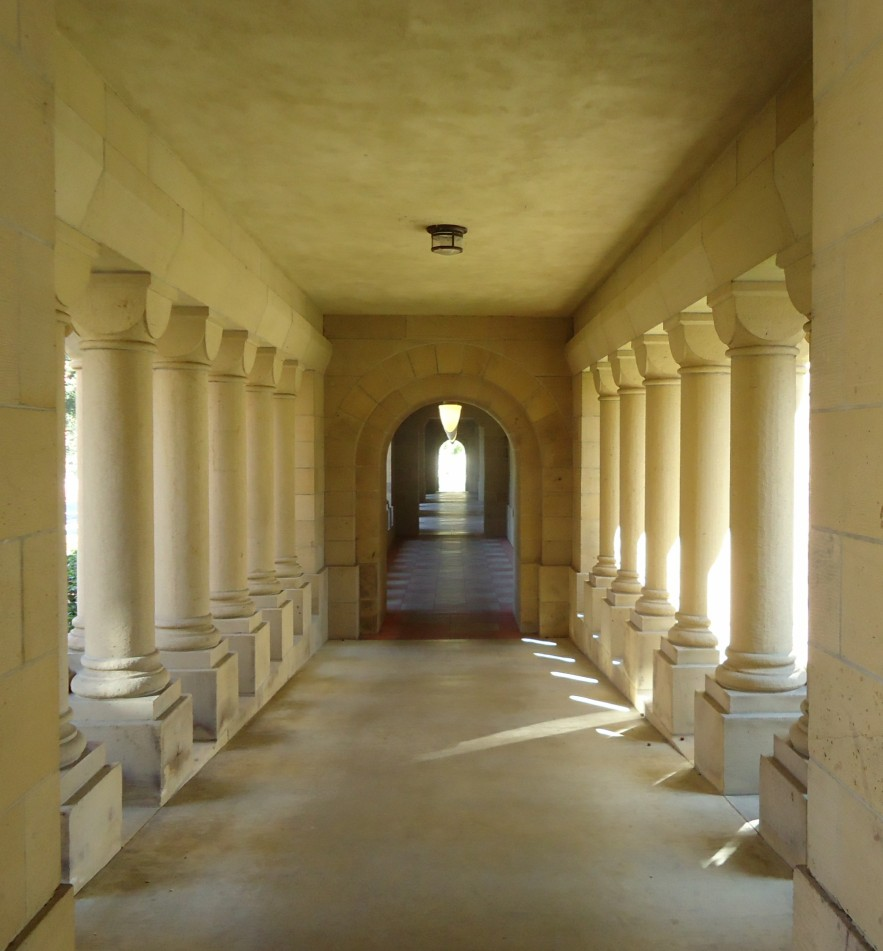
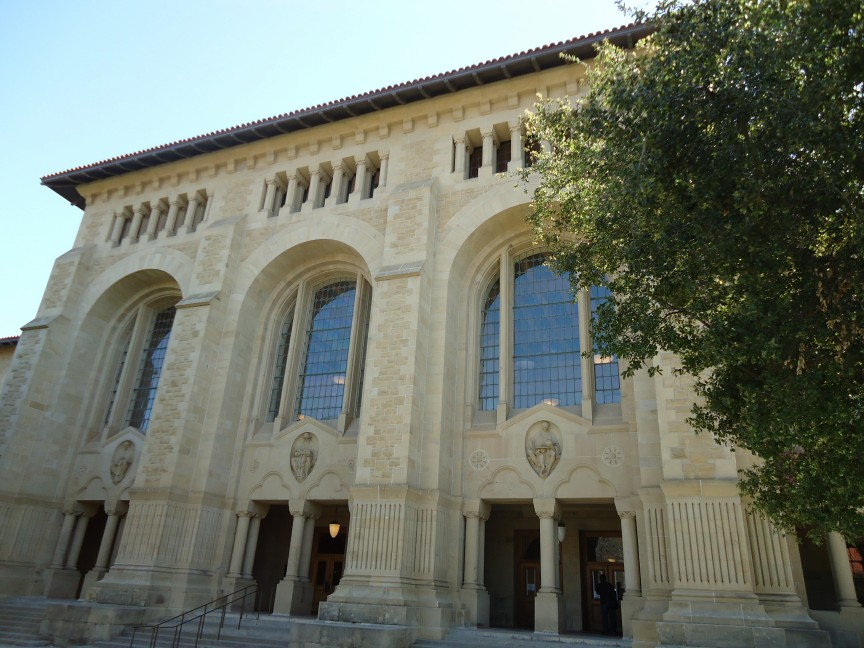
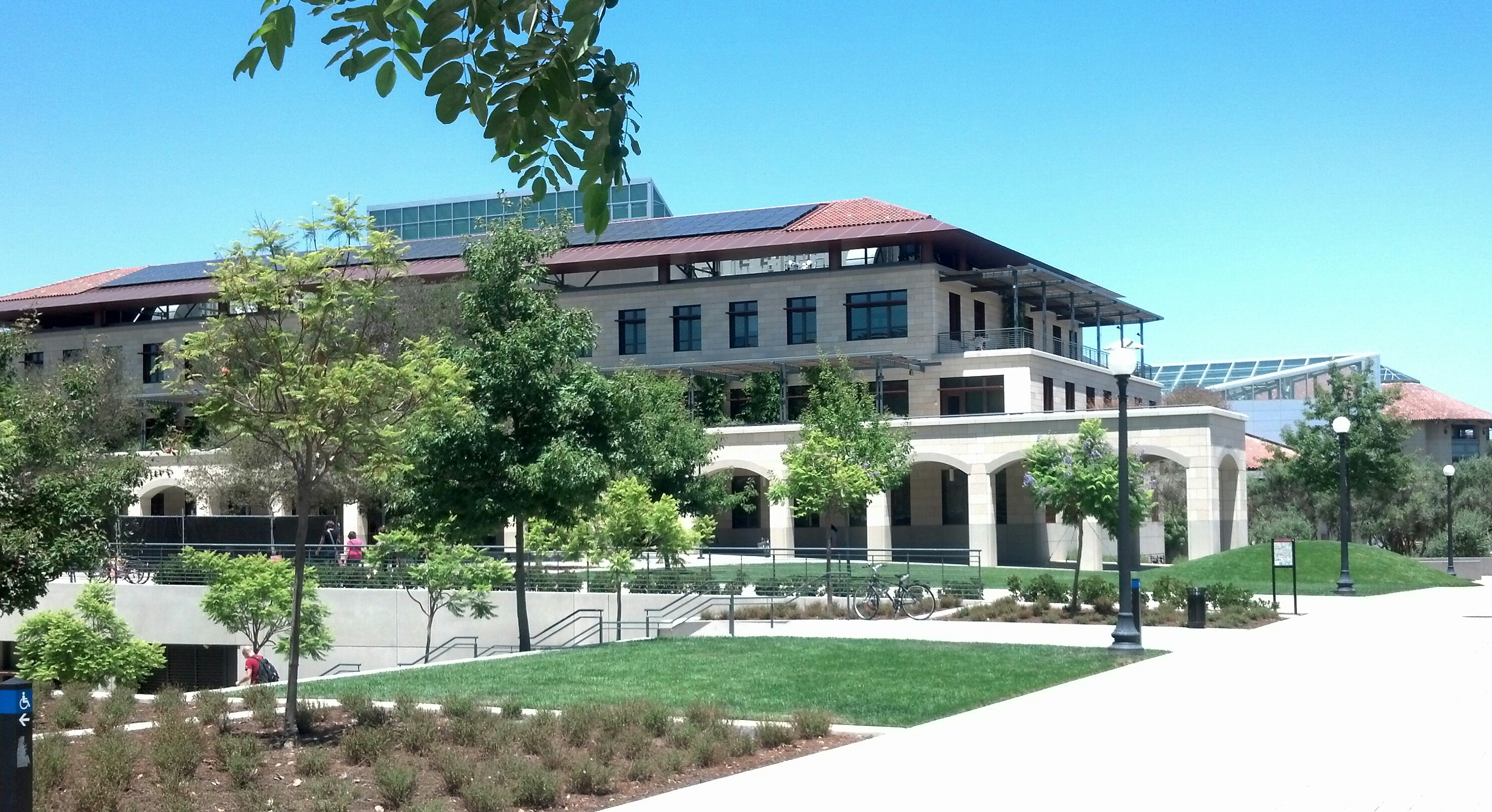
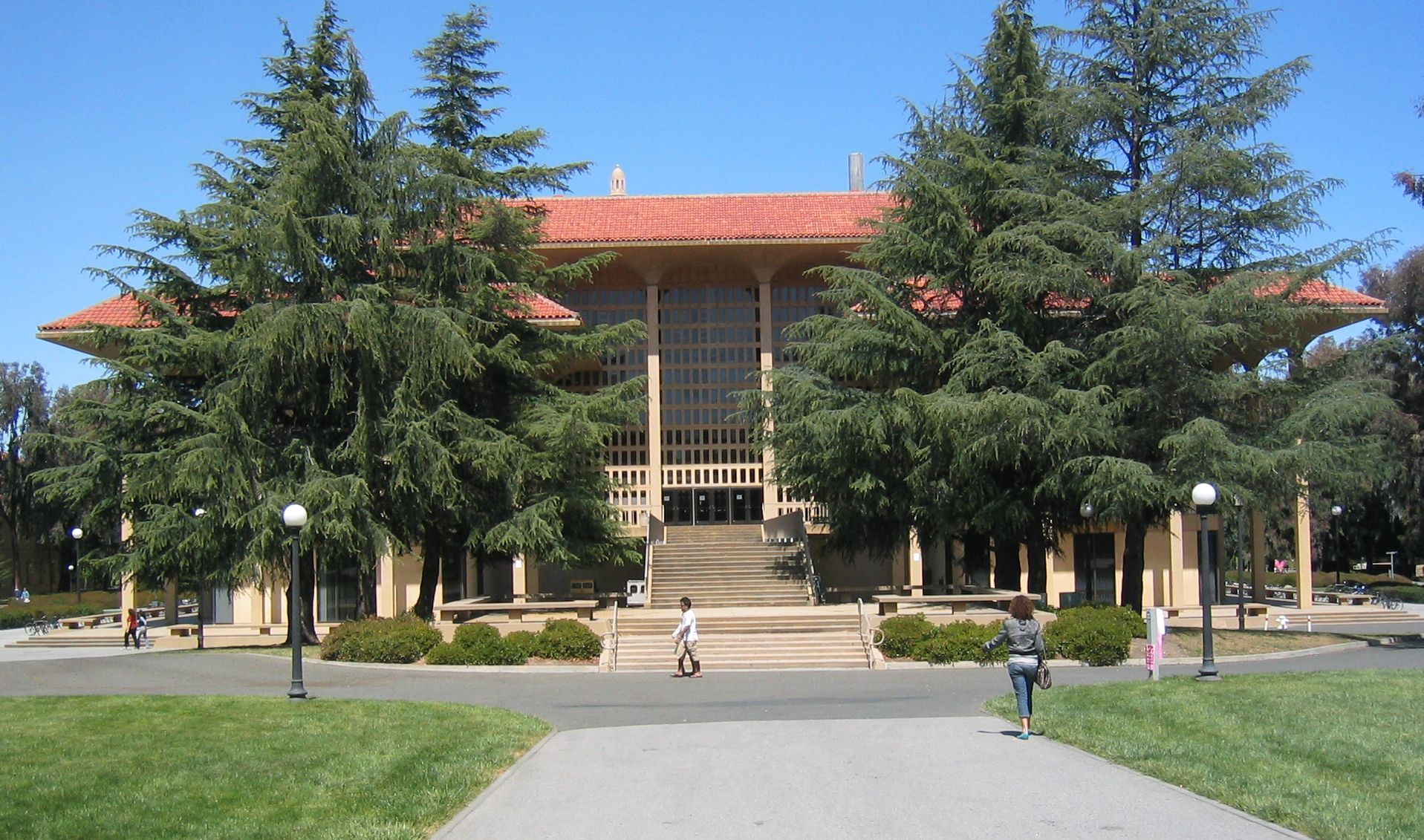
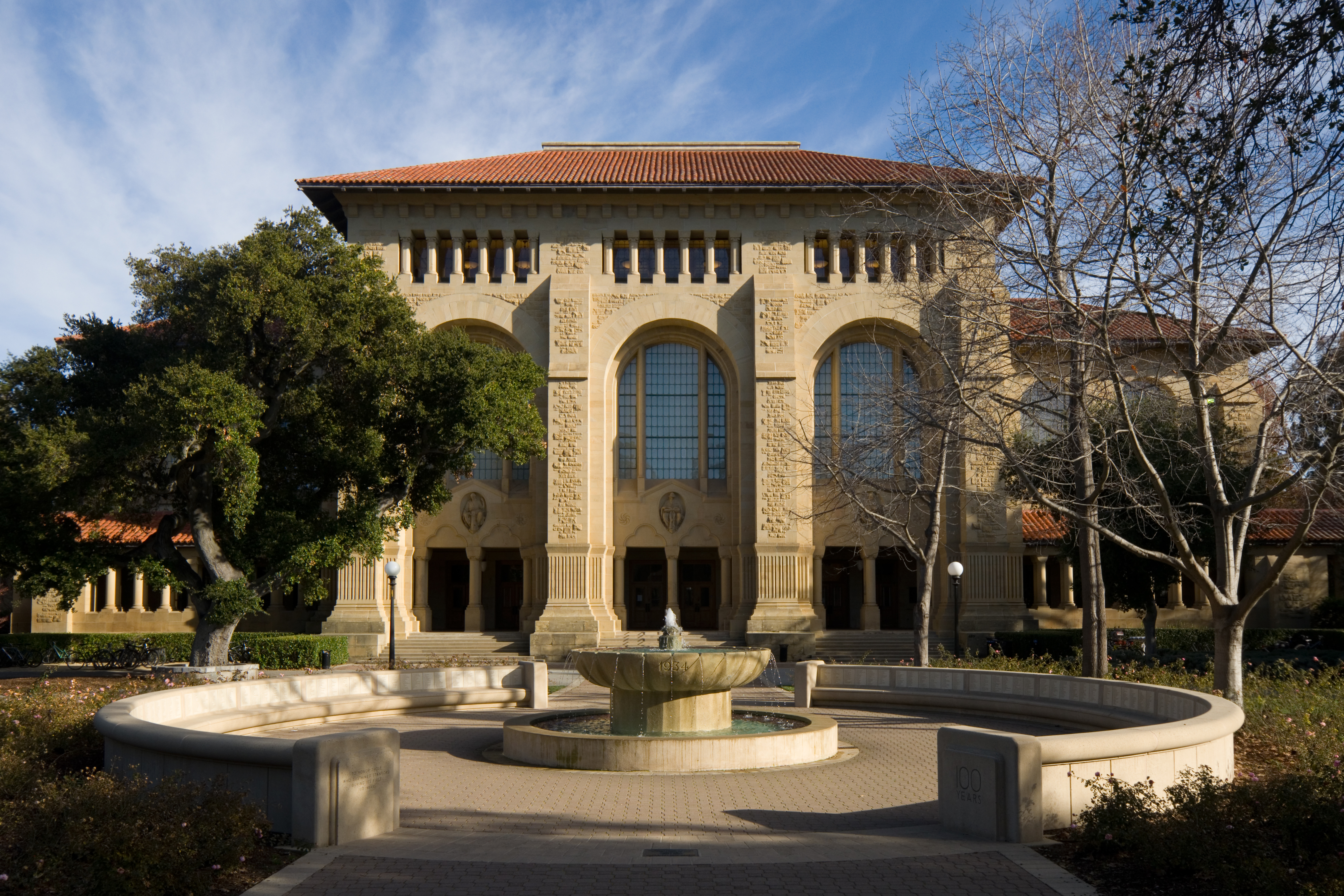
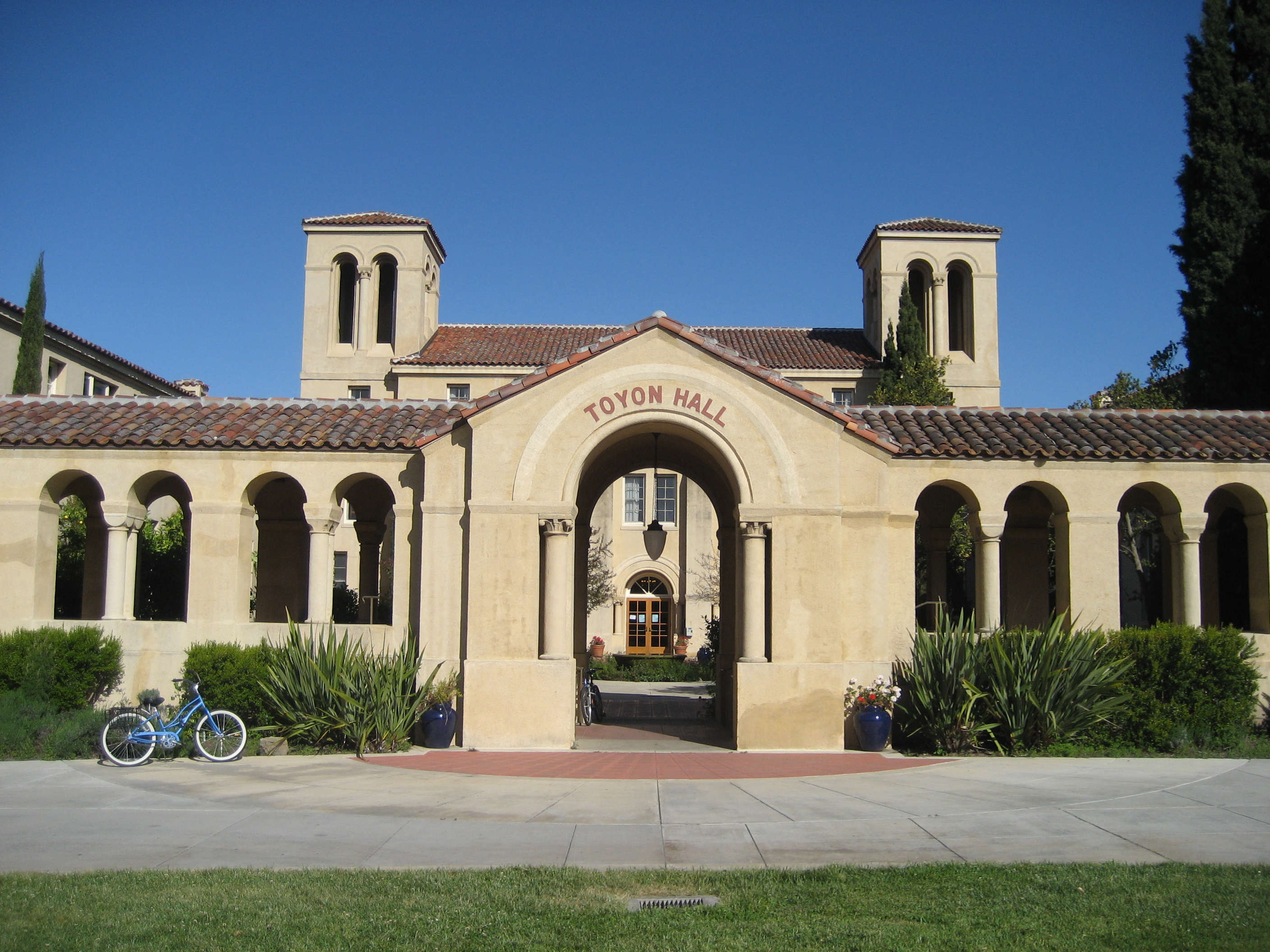
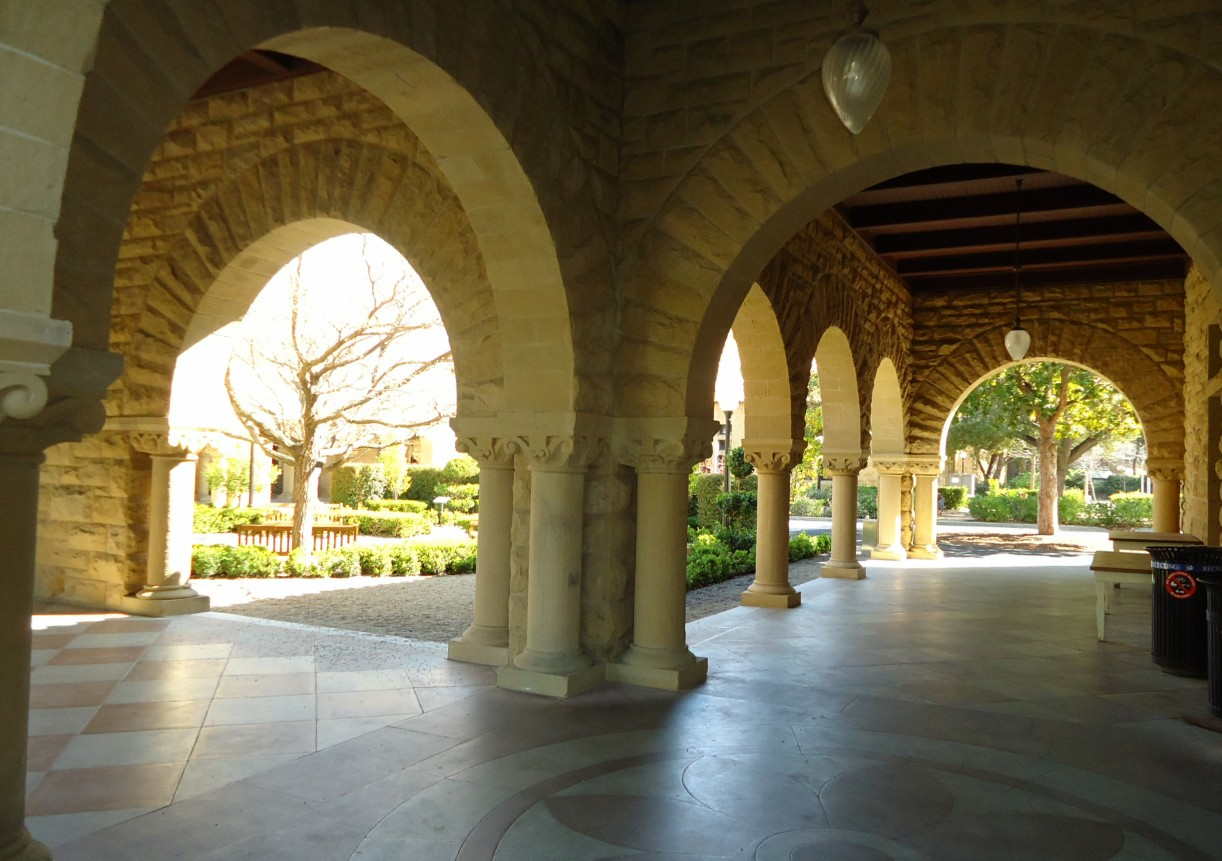
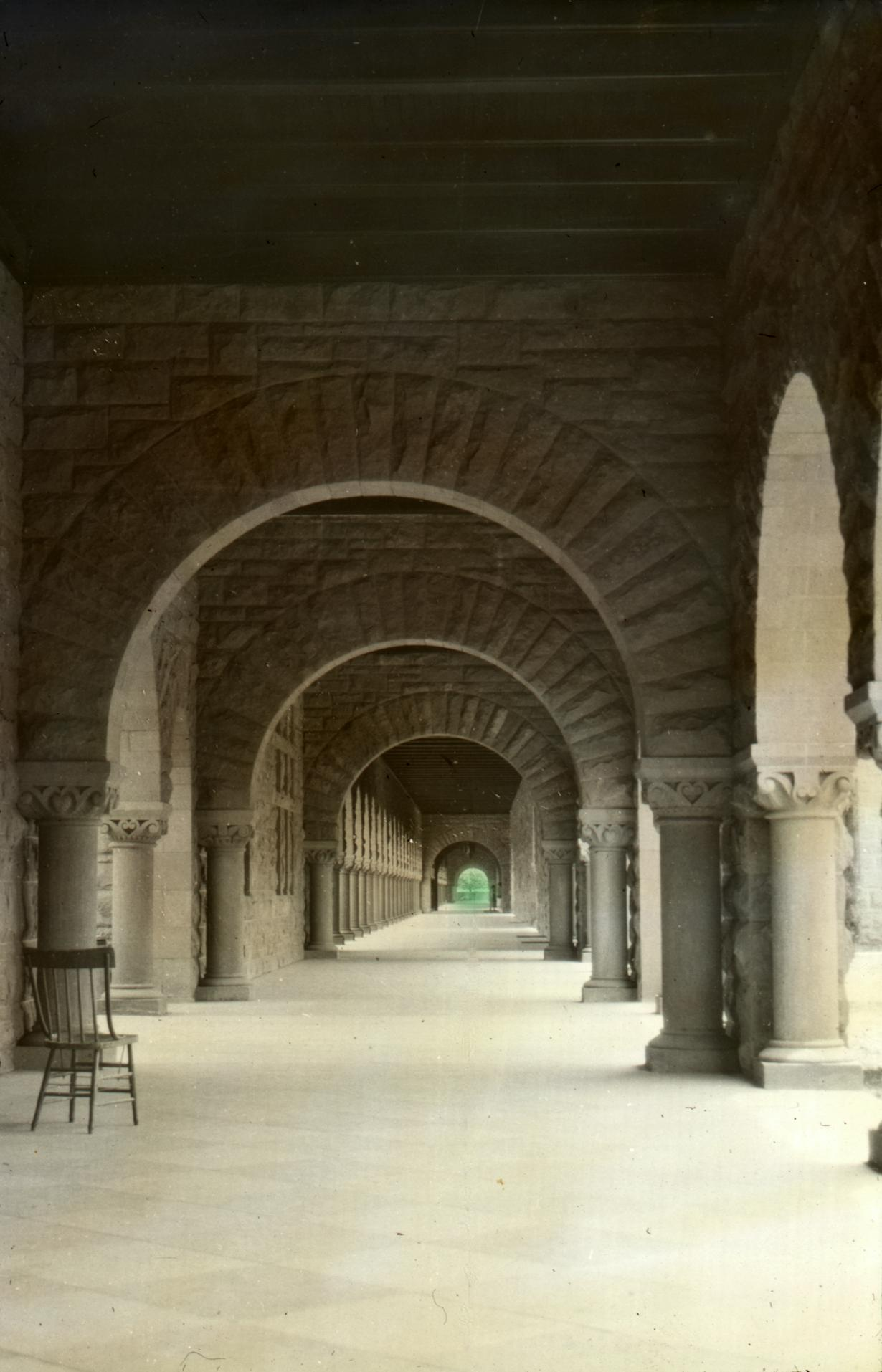
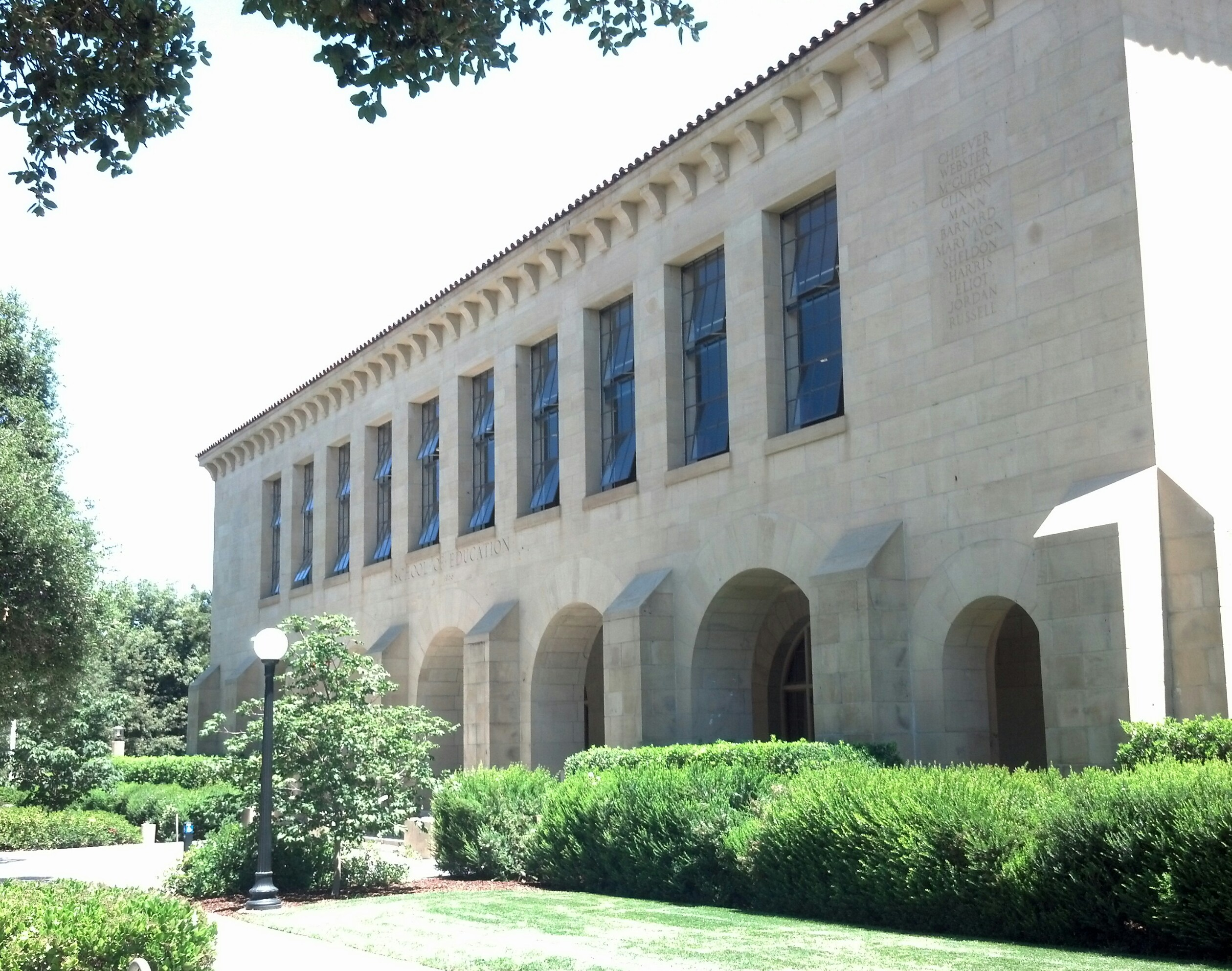
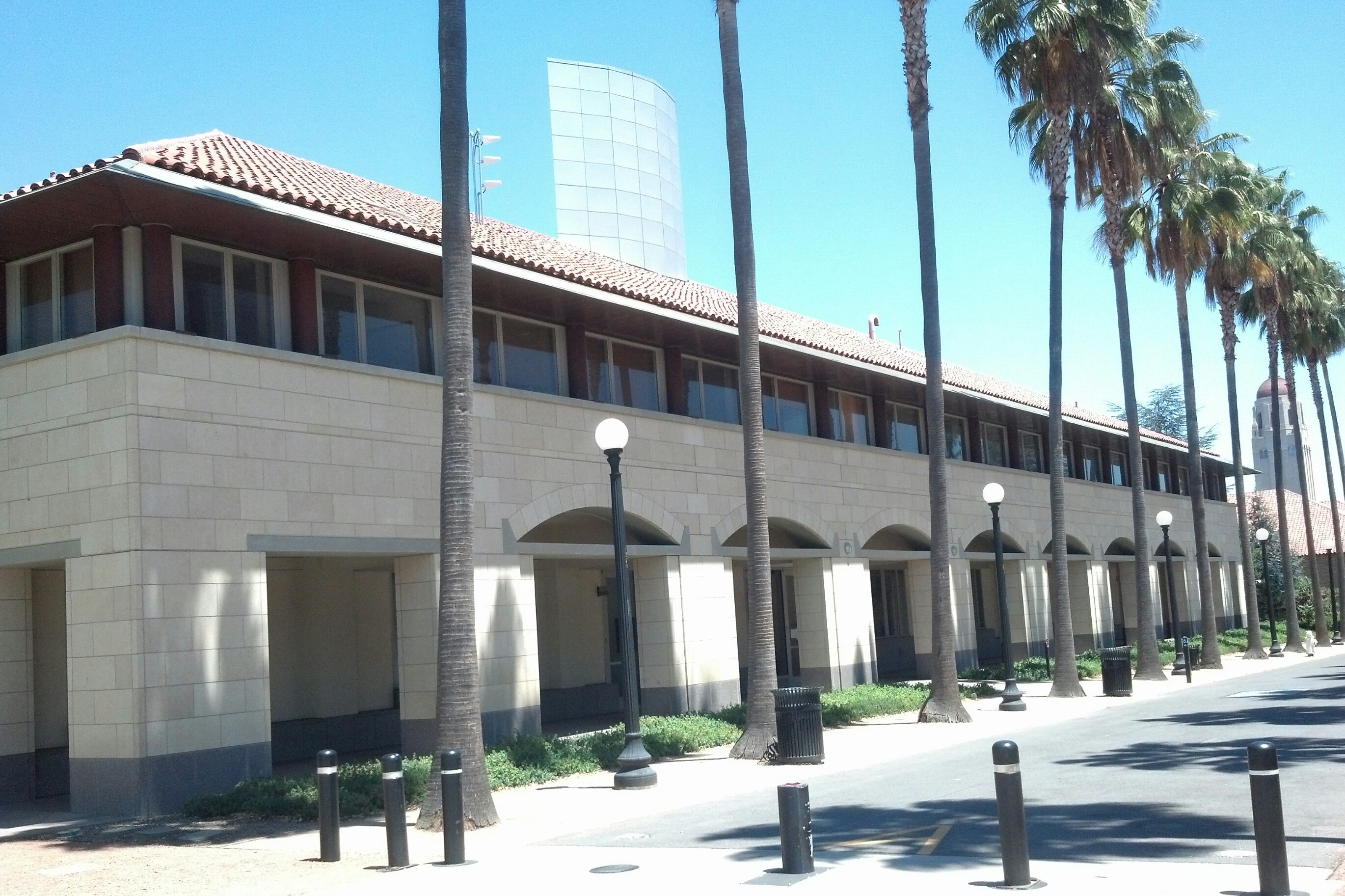
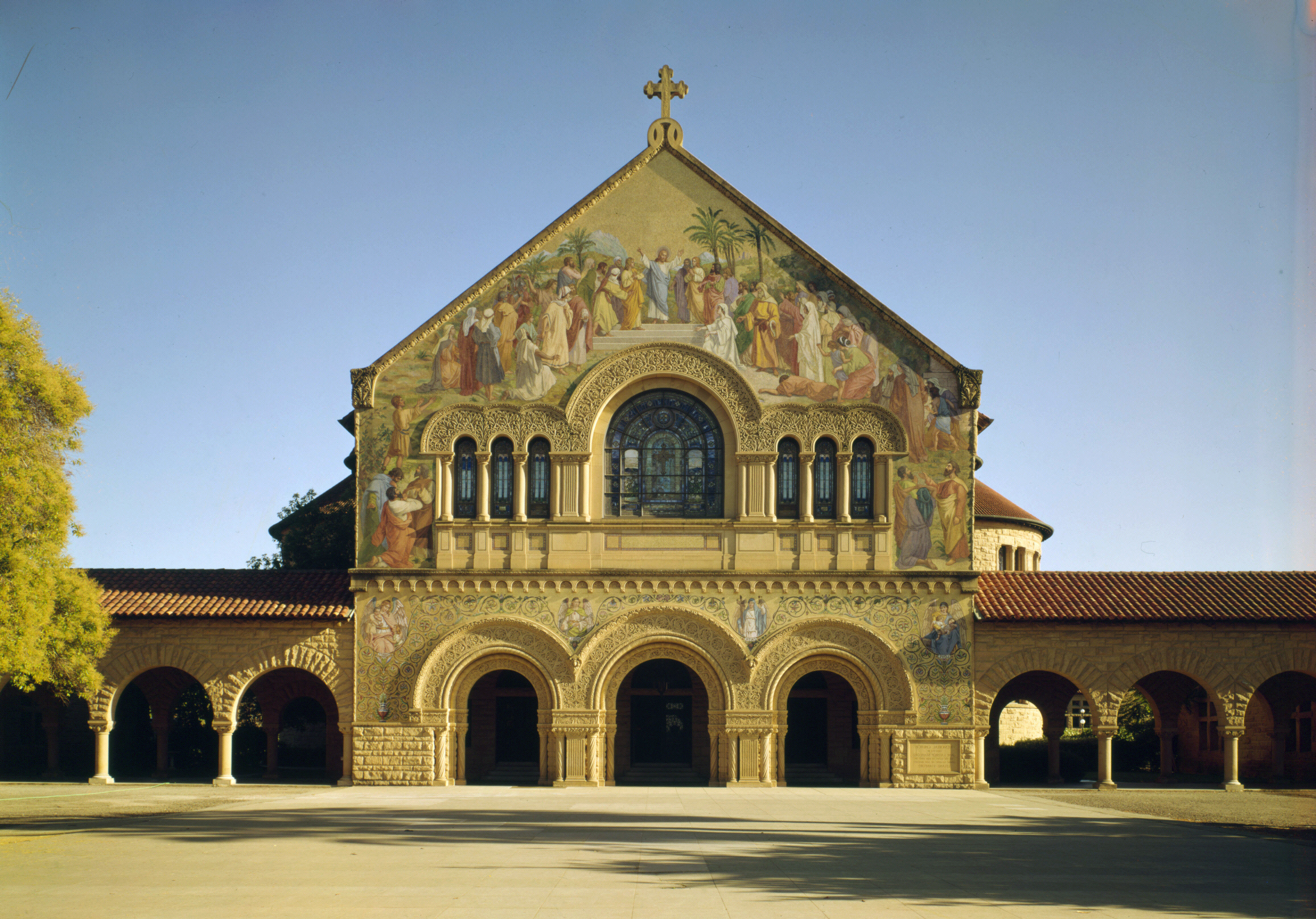

## 같이 보기
- 스탠퍼드 법학대학원
- 스탠퍼드 선형 가속기 센터
- 스탠퍼드 감옥 실험